# Axonopus amapaensis
Axonopus amapaensis är en gräsart som beskrevs av George Alexander Black. Axonopus amapaensis ingår i släktet Axonopus och familjen gräs. Inga underarter finns listade i Catalogue of Life.